# Пассажир дождя
«Пассажир дождя» («Человек, приехавший в дождь», фр. Le passager de la pluie) — кинофильм 1970 года режиссёра Рене Клемана по сценарию Себастьена Жапризо. Позже сценарий был беллетризирован в книгу.

## Сюжет
Замужняя женщина Мелли (Марлен Жобер) живёт на отшибе, её муж, штурман международных авиалиний, находится в частых командировках.
Однажды, когда его нет, её насилует приезжий преступник. Она убивает его и прячет тело. Через некоторое время в городе появляется загадочный человек (Чарльз Бронсон), разыскивающий убитого. Он уверен, что Мелли что-то знает, и пытается вынудить её раскрыть секрет.

## В ролях
| Актёр          | Роль                 |
| -------------- | -------------------- |
| Марлен Жобер   | Меланколи (Мелли) Мо |
| Чарльз Бронсон | Харри Доббс          |
| Анни Корди     | Жюльетт              |
| Коринн Маршан  | Таня                 |
| Джилл Айрленд  | Николь               |
| Жан Пиа        | М. Арман             |
| Марика Грин    |                      |
| Эллан Баль     | Мадлен Легофф        |

## Производство
Фильм снимался как на английском, так и на французском языках. В интервью Variety Бронсон сказал, что выучил свои реплики на французском языке фонетически, чтобы его собственный голос был слышен на звуковой дорожке. Это был последний раз, когда он сделал это для европейских фильмов, разрешив дублировать себя во всех последующих фильмах.
Съёмки начались 2 июня 1969 года на полуострове Гиен и закончились 4 августа 1969 года на Французской Ривьере. Некоторые сцены снимались в Париже.

## Восприятие
Ричард Шикель пишет в Life, что хотя фильм задумывался как дань уважения Хичкоку, ему «не хватает юмора, человечности и уверенного чувства мизансцены, которое отличает великие картины Хичкока».

## Награды
- Премия «Золотой глобус» за лучший фильм на иностранном языке